# Камен Петков (архитект)
Вижте пояснителната страница за други личности с името Камен Петков.
Камен Петков е български архитект с принос за архитектурното изграждане на град Пловдив, проектирал близо 800 обществени и частни сгради в града, наричан майсторът на сецесиона. Построените от него сгради около Джумаята и в околните улици на централната градска част в Пловдив са десетки.

## Биография
Камен Петков е роден през 1863 г. в село Белоптичене, Белоградчишко. Завършва гимназията в град Враца. От 1892 до 1896 г. следва архитектура в политехниката на Карлсруе, Германия с държавна стипендия.
След дипломирането си се завръща в България и започва работа във Враца, по-късно във Видин и за известно време в София. През 1898 г. се установява в Пловдив. В Пловдив през 1903 г. Камен Петков се жени за Радка Георгиева Попова. От техния брак се раждат четири деца – една музикална педагожка, една филоложка, един журналист и един архитект.
Арх. Камен Петков използва системата на еднолично проектиране. Тя разделя годината на два периода – зиме се проектира и чертае, а лете се ръководят строежите. Така се осигурява непрекъснат авторски надзор над строежите. По времето, когато той започва работа, стените на сградите са били масивни – основи и изба от каменна зидария, а нагоре носещи тухлени зидове. Междуетажните конструкции са дървен гредоред или железни греди с профил „двойно Т“, а покривните конструкции са били дървени, покрити с керемиди и рядко с ламарина. Този начин на изпълнение е обуславял едноличното проектиране. С навлизането на железобетона в строителството, след 1930 г. изчисленията започват да се правят от строителен инженер.
Проектираните и построените сгради от арх. Петков в Пловдив са около 800. Много от къщите в Пловдив са съборени при строежа на тунела на Партийния дом. Освен в Пловдив, той строи в Казанлък, Видин и Бургас. През 1929 – 1930 г. арх. Камен Петков печели конкурс за възстановяване на засегнатите католически храмове в Пловдив и селата около него.
Умира на 17 февруари 1945 г. в Пловдив. Синът му арх. Георги Петков (1917 – 1991) посвещава целия си живот на Пловдив. Внук му арх. Камен Петков (1950 – 1993) също проектира и строи в Пловдив до преждевременната си смърт. След това като архитект в Пловдив работи правнук му, арх. Георги Петков (р. 1973).

## Творчество
Работи по селища
Следи от неговото творчество има на следните места:
- Пловдив
  - Българска народна банка, ул.”Р.Даскалов” 51, строеж 1898 – 1900 г.
  - Доходно здание на Сиди и Ково (по-късно Нармаг) на главната улица, 1890 г.
  - Доходна сградата с магазин на Д. Кондодимо, ул. „Р. Даскалов“ 5, 1901 – 1902 г.
  - Женско благотворително дружество „Майчина грижа“ ул. „Н.Геров“14, строеж 1901 – 1903 г.
  - Доходни сгради с магазини – Дагоровото здание, площад „Джумаята“, 1907 г.
  - Доходна сграда с магазини на наследниците на Хаджи Гьока Павлов, 1908 г.
  - Еврейско благотворително дружество „Шалом Алейхум“ ул. „Н. Геров“20, 1924 г.
  - Жилищна сграда с магазини на Д. Кондодимо на Главната улица №9.
  - Тютюневи складове „Картела“, ул.“Ив. Вазов“ ъгъла с ул. „Екзарх Йосиф“, 1925 – 1932 г.
  - Голям брой еднофамилни къщи из централната градска част, Каршияка и Кичук Париж.
- Казанлък
  - къщата на Орозов
  - къщата на Шипков (по-късно Градски народен съвет)
- Видин
  - къщата на д-р Т. Витанов (по-късно Младежки дом)
- Бургас
  - Българска народна банка

- Френският девически колеж „Свети Йосиф“ в Пловдив.
- Църквата „Св. Лудвиг“ и католическата епископия в Пловдив

Католически сгради
Със средства, отпуснати от Ватикана като помощ за пострадалото католическо население в Пловдивско от Чирпанското земетресение, през 1930 – 1931 г. арх. Петков проектира няколко обекта:
- възстановява католическата катедрала „Св. Лудвиг“, католическото училище „Св. Андрей“ и католическата епископия, всички в единен комплекс в Пловдив;
- проектира нови римокатолически храмове:
  - „Пресвето Сърце Исусово“ в Калъчлии
  - „Свети Архангел Михаил“ в Балтаждии
  - „Свети Франциск Асизки“ в село Герен
  - „Непорочно Зачатие Богородично“ в Алифаково
  - „Свети Антон Падуански“ в село Салалии
- проектира нов източнокатолически храм „Възнесение Господне“ в Пловдив.

През 1932 г. арх. Петков проектира западно крило на френския мъжки колеж „Свети Августин“ в Пловдив. Основният корпус на колежа е строен по-рано от арх. Мариано Пернигони.
След земетресението през 1928 г. надстроява трети етаж на френския девически колеж „Свети Йосиф“ в Пловдив. Корпусът на колежа е строен по-рано от арх. Георги Фингов.
- Църквата Пресвето сърце Исусово в град Раковски
- Църквата Свети Архангел Михаил в град Раковски
- Църквата Непорочно зачатие Богородично в град Раковски
- Църквата Свети Антон Падуански в село Борец
- Църквата Свети Франциск от Асизи в село Белозем

## Признание
- Орден „За гражданска заслуга“ от Министерството на строителството и архитектурата по случай 70-годишния му юбилей.[1]
- Улица в кв. „Каменица“ в Пловдив е наречена на негово име от 1992 г.
- Професионалната гимназия по архитектура, строителство и геодезия в Пловдив носи неговото име.[2]